# Gloria Gervitz
Gloria Gervitz, född 29 mars 1943 i Mexico City, död 19 april 2022, var en mexikansk poet och översättare med ukrainsk-judisk familjebakgrund.
Sedan 1970-talet skrev hon på en enda lång dikt. Den publicerades första gången 1979 och utgavs, sedan början av 1990-talet med titeln Migrationer, i ständigt utökade och reviderade versioner. Migrationer har kallats för ett av samtidens stora poetiska projekt och jämförts med andra livslånga dikter som Ezra Pounds Cantos och Jorge Guilléns Cántico.